# Abdirahman Mohamed Abdullahi
Abdirahman Mohamed Abdullahi (en somalí: Cabdiraxmaan Maxamed Cabdillaahi Cirro, en árabe: عبد الرحمن محمد عبد الله; Hargeisa, 24 de abril de 1956), coloquialmente conocido como Irro, es un político Somalilandia que se desempeña como presidente su país desde 2024.
Abdirahman se desempeñó como presidente de la Cámara de Representantes de Somalilandia durante la mayor parte del primer parlamento electo, entre 2005 y 2017.  Fue anunciado como el candidato presidencial en las elecciones presidenciales de Somalilandia de 2024 para el Partido Waddani. Sorprendentemente, ganó las elecciones y fue investido el 12 de diciembre de 2024.